# Grattacieli più alti della Cina

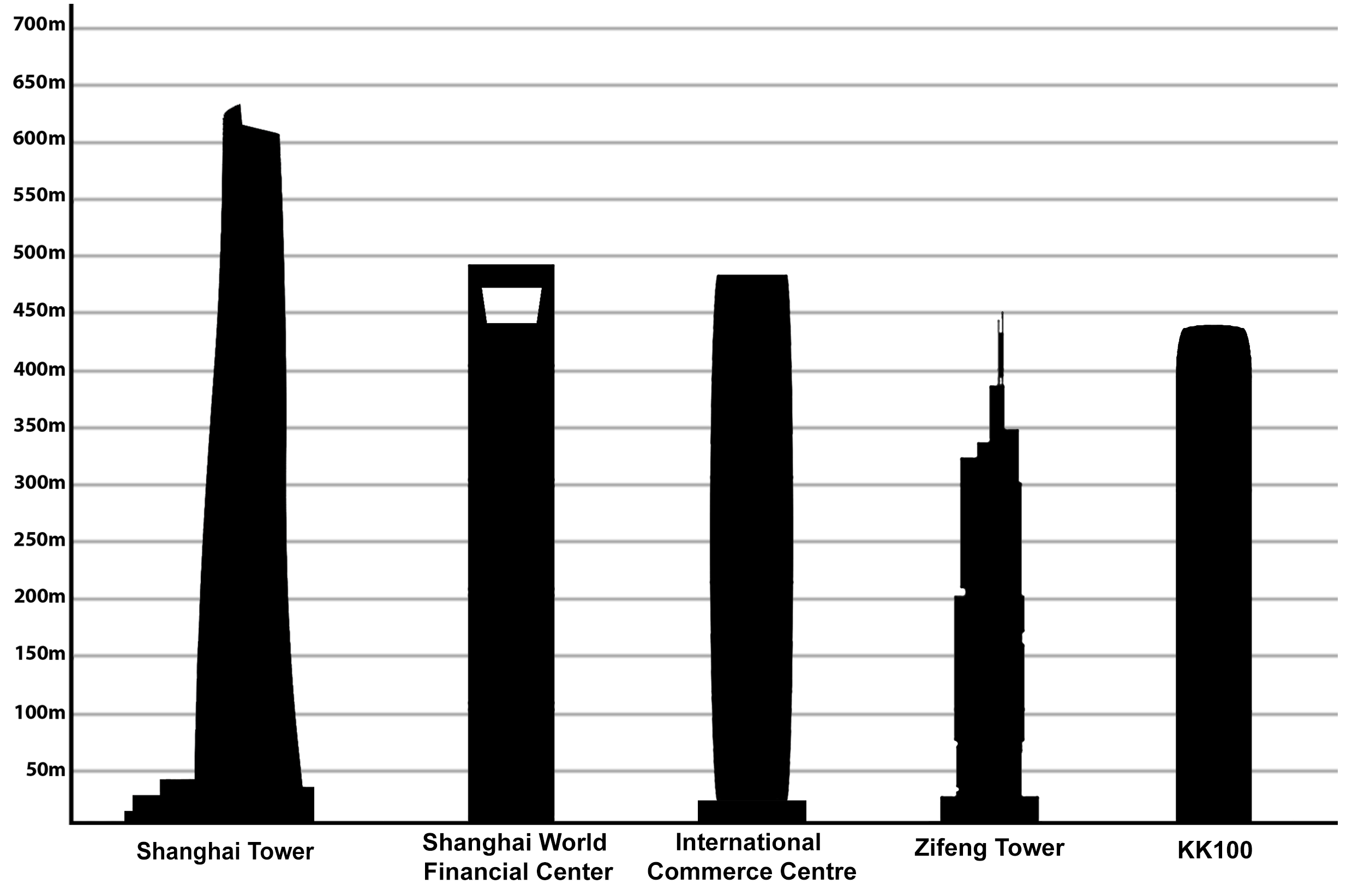
I grattacieli più alti della Cina nel 2015

Questa è una lista dei grattacieli più alti della Cina ordinati per altezza.
La Cina è il paese che possiede più grattacieli al mondo superando gli Stati Uniti (circa 700) e il Giappone (circa 230). Al 2017 in Cina si contavano circa 1400 grattacieli con un'altezza superiore di 150 metri e 48 di essi superavano i 300 metri di altezza.

## Numero di grattacieli costruiti per anno
Questa tabella mostra il numero di grattacieli più alti di 150 metri che sono stati costruiti in Cina tra il 2003 e il 2017:
| Anni      | Numero di grattacieli |
| --------- | --------------------- |
| 2003-2004 | 133                   |
| 2005-2006 | 125                   |
| 2007-2008 | 126                   |
| 2009-2010 | 127                   |
| 2011-2012 | 105                   |
| 2013      | 83                    |
| 2014      | 149                   |
| 2015      | 137                   |
| 2016      | 127                   |
| Totale    | 1112                  |

Nell'ultimo decennio la Cina ha completato più di 100 grattacieli l'anno e circa altri 120 grattacieli dovrebbero essere costruiti nel 2018 per terminare negli anni seguenti.

## Elenco
| Posizione | Nome                                          | Immagine | Città     | Altezza (in metri) | Piani | Anno |
| --------- | --------------------------------------------- | -------- | --------- | ------------------ | ----- | ---- |
| 1         | Shanghai Tower                                |          | Shanghai  | 632                | 128   | 2015 |
| 2         | Ping An Finance Centre                        |          | Shenzhen  | 599                | 115   | 2016 |
| 3         | Guangzhou CTF Finance Centre                  |          | Guangzhou | 530                | 111   | 2016 |
| 3=        | Tianjin CTF Finance Centre                    |          | Tianjin   | 530                | 96    | 2020 |
| 5         | China Zun                                     |          | Pechino   | 528                | 108   | 2019 |
| 6         | Shanghai World Financial Center               |          | Shanghai  | 492                | 101   | 2008 |
| 7         | Changsha IFS Tower T1                         |          | Changsha  | 452                | 95    | 2017 |
| 8         | Suzhou IFS                                    |          | Suzhou    | 450                | 92    | 2019 |
| 9         | Nanjing Greenland Financial Center            |          | Nanjing   | 450                | 89    | 2010 |
| 10        | Kingkey 100                                   |          | Shenzhen  | 441.8              | 100   | 2011 |
| 11        | Guangzhou International Finance Center        |          | Guangzhou | 440.5              | 103   | 2010 |
| 12        | Wuhan Center                                  |          | Wuhan     | 438                | 88    | 2016 |
| 13        | Jin Mao Tower                                 |          | Shanghai  | 421                | 88    | 1998 |
| 14        | China Resources Headquarters                  |          | Shenzhen  | 392                | 66    | 2018 |
| 15        | CITIC Plaza                                   |          | Guangzhou | 391                | 80    | 1997 |
| 16        | Eton Place Dalian                             | [ 2 ]    | Dalian    | 384                | 81    | 2015 |
| 17        | Forum 66 Tower 1                              |          | Shenyang  | 384                | 76    | 2015 |
| 18        | Shun Hing Square                              |          | Shenzhen  | 384                | 69    | 1996 |
| 19        | Baoneng Shenyang Global Financial Center      |          | Shenyang  | 366                | 75    | 2015 |
| 20        | The Pinnacle                                  |          | Guangzhou | 360                | 60    | 2011 |
| 21        | SEG Plaza                                     |          | Shenzhen  | 356                | 71    | 2000 |
| 22        | Xiamen International Centre                   |          | Xiamen    | 339.88             | 68    | 2018 |
| 21        | Chongqing World Financial Center              |          | Chongqing | 339                | 79    | 2014 |
| 22        | Tianjin World Financial Center                |          | Tianjin   | 337                | 76    | 2011 |
| 23        | Huaguoyuan Tower 1                            |          | Guiyang   | 335                | 64    | 2017 |
| 23=       | Huaguoyuan Tower 2                            |          | Guiyang   | 335                | 64    | 2017 |
| 25        | Shimao International Plaza                    |          | Shanghai  | 333                | 66    | 2006 |
| 26        | Minsheng Bank Building                        |          | Wuhan     | 331                | 68    | 2008 |
| 27        | Zhuhai Tower                                  |          | Zhuhai    | 330                | 67    | 2017 |
| 28        | China World Trade Center Tower III            |          | Pechino   | 330                | 74    | 2009 |
| 29        | Suning Plaza                                  |          | Wuxi      | 328                | 67    | 2014 |
| 30        | Longxi International Hotel                    |          | Wuxi      | 328                | 74    | 2011 |
| 31        | Deji Plaza Phase 2                            |          | Nanjing   | 324                | 62    | 2014 |
| 32        | Wenzhou World Trade Center                    |          | Wenzhou   | 320                | 72    | 2010 |
| 32        | White Magnolia Plaza                          |          | Shanghai  | 320                | 67    | 2017 |
| 33        | International Youth Cultural Center Tower 1   |          | Nanjing   | 316                | 68    | 2015 |
| 34        | Moi Center Tower A                            |          | Shenyang  | 311                | 75    | 2014 |
| 35        | Fortune Center                                |          | Guangzhou | 309                | 68    | 2015 |
| 36        | East Pacific Center Tower A                   |          | Shenzhen  | 306                | 85    | 2013 |
| 37        | Maoye City - Marriott Hotel                   |          | Wuxi      | 304                | 68    | 2014 |
| 38        | Jiangxi Greenland Central Plaza 1             |          | Nanchang  | 303                | 59    | 2015 |
| 38=       | Jiangxi Greenland Central Plaza 2             |          | Nanchang  | 303                | 59    | 2015 |
| 40        | Diwang International Fortune Center           |          | Liuzhou   | 303                | 75    | 2015 |
| 41        | Zhongzhou Holdings Financial Center           |          | Shenzhen  | 303                | 61    |      |
| 42        | CFC Changfu Center                            |          | Shenzhen  | 303                | 68    | 2016 |
| 43        | Gate to the East                              |          | Suzhou    | 302                | 74    | 2014 |
| 44        | Leatop Plaza                                  |          | Guangzhou | 302                | 64    | 2012 |
| 45        | Greenland Puli Center                         |          | Jinan     | 301                | 61    | 2015 |
| 46        | Shimao Cross-Strait Plaza A                   |          | Xiamen    | 300                | 64    | 2015 |
| 46=       | Shimao Cross-Strait Plaza B                   |          | Xiamen    | 300                | 55    | 2015 |
| 48        | R&F Yingkai Square                            |          | Guangzhou | 296                | 66    | 2014 |
| 49        | Dongguan TBA Tower                            |          | Dongguan  | 289                | 68    | 2013 |
| 50        | Shimao Crown Plaza                            |          | Shaoxing  | 289                | 60    | 2012 |
| 51        | Plaza 66                                      |          | Shanghai  | 288                | 66    | 2001 |
| 52        | Chongqing Poly Tower                          |          | Chongqing | 289                | 56    | 2013 |
| 53        | Kaisa Center                                  |          | Huizhou   | 288                | 66    | 2015 |
| 54        | Yingli International Finance Center           |          | Chongqing | 288                | 58    | 2012 |
| 55        | Soochow International Plaza West Tower        |          | Huzhou    | 288                | 50    | 2014 |
| 55=       | Soochow International Plaza East Tower        |          | Huzhou    | 288                | 50    | 2014 |
| 57        | United International Mansion                  |          | Chongqing | 287                | 67    | 2013 |
| 58        | Tomorrow Square                               |          | Shanghai  | 285                | 55    | 2003 |
| 59        | Zhengzhou Greenland Central Plaza North Tower |          | Zhengzhou | 284                | 63    | 2016 |
| 59=       | Zhengzhou Greenland Central Plaza South Tower |          | Zhengzhou | 284                | 63    | 2016 |
| 61        | Chongqing World Trade Center                  |          | Chongqing | 283                | 60    | 2003 |
| 62        | SPG Global Tower 1                            |          | Suzhou    | 282                | 49    | 2010 |
| 63        | Excellence Century Plaza Tower 1              |          | Shenzhen  | 280                | 60    | 2010 |
| 64        | Zhengzhou Greenland Plaza                     |          | Zhengzhou | 280                | 56    | 2013 |
| 65        | K11                                           |          | Shanghai  | 278                | 61    | 2002 |
| 66        | Diwang International Commerce Center          |          | Nanning   | 276                | 54    | 2006 |
| 67        | Shimao International Center Main Tower        |          | Fuzhou    | 273                | 56    | 2012 |
| 68        | Nantong Zhongnan International Plaza          |          | Nanning   | 273                | 53    | 2011 |
| 69        | Wuhan World Trade Tower                       |          | Wuhan     | 273                | 58    | 1998 |
| 70        | Lvjing Tower (NEO)                            |          | LShenzhen | 273                | 56    | 2011 |
| 71        | Shanghai Wheelock Square                      |          | Shanghai  | 270                | 55    | 2010 |
| 72        | Tongde Kunming Plaza                          |          | Kunming   | 269                | 54    | 2015 |
| 73        | China International Center                    |          | Guangzhou | 269                | 62    | 2007 |
| 74        | Dapeng International Plaza                    |          | Guangzhou | 269                | 56    | 1998 |
| 75        | Suzhou Center                                 |          | Suzhou    | 268                | 52    | 2013 |
| 76        | Nanchang Greenland Zifang Tower               |          | Nanchang  | 268                | 56    | 2015 |
| 77        | Royal Wanxin International Tower              |          | Shenyang  | 267                | 52    | 2009 |
| 78        | Bank of Guangzhou Tower                       |          | Guangzhou | 268                | 57    | 2012 |
| 79        | Fortune Plaza Office Building 1               |          | Pechino   | 267                | 63    | 2013 |
| 80        | Xuzhou Suning Plaza                           |          | Xuzhou    | 266                | 59    | 2017 |
| 81        | Modern Media Center                           |          | Changzhou | 265                | 58    | 2013 |
| 82        | Bocom Financial Towers                        |          | Shanghai  | 265                | 52    | 2002 |
| 83        | One Lujiazui                                  |          | Shanghai  | 265                | 47    | 2008 |

## Cronologia grattacieli più alti
Questa è una lista dei grattacieli più alti della Cina che si sono susseguiti nel corso degli anni.
Sono esclusi i grattacieli di Macao, Taiwan e Hong Kong.
| Nome                            | Piani | Anno/i        | Altezza (in metri) | Città     | Immagine |
| ------------------------------- | ----- | ------------- | ------------------ | --------- | -------- |
| Union Building                  | 6     | 1916-1922     |                    | Shanghai  |          |
| Nanfang Building                | 12    | 1922-1927     |                    | Guangzhou |          |
| Customs House                   | 8     | 1927-1929     |                    | Shanghai  |          |
| Peace Hotel                     | 13    | 1929-1934     | 77                 | Shanghai  |          |
| Broadway Mansions               | 19    | 1934-1934     | 78                 | Shanghai  |          |
| Park Hotel                      | 24    | 1934-1968     | 84                 | Shanghai  |          |
| Guangzhou Hotel                 | 27    | 1968-1976     |                    | Guangzhou |          |
| Baiyun Hotel                    | 34    | 1976-1985     | 117                | Guangzhou |          |
| Guomao Building                 | 50    | 1985-1990     | 160                | Shenzhen  |          |
| Jing Guang Centre               | 52    | 1990-1996     | 208                | Pechino   |          |
| King Tower                      | 38    | 1996-1996     | 212                | Shanghai  |          |
| Shun Hing Square                | 69    | 1996-1997     | 384                | Shenzhen  |          |
| CITIC Plaza                     | 80    | 1997-1998     | 390                | Guangzhou |          |
| Jin Mao Tower                   | 88    | 1998-2008     | 421                | Shanghai  |          |
| Shanghai World Financial Center | 101   | 2008-2015     | 492                | Shanghai  |          |
| Shanghai Tower                  | 128   | 2015-presente | 632                | Shanghai  |          |

## Grattacieli in costruzione
| Nome                                         | Altezza in metri (compresa la guglia) | Piani | Termine dei lavori (prevista) | Città     |
| -------------------------------------------- | ------------------------------------- | ----- | ----------------------------- | --------- |
| Goldin Finance 117                           | 597                                   | 128   | ?                             | Tianjin   |
| Baoneng Binhu Center                         | 588                                   | 119   | ?                             | Hefei     |
| Evergrande International Financial Center T1 | 518                                   | 112   | 2025                          | Hefei     |
| Suzhou Zhongnan Center                       | 499                                   | 103   | 2025                          | Suzhou    |
| Xian Greenland Center                        | 498                                   | 101   | 2025                          | Xian      |
| Wuhan Greenland Center                       | 476                                   | 101   | 2023                          | Wuhan     |
| Chengdu Greenland Tower                      | 468                                   | 101   | 2024                          | Chengdu   |
| International Commerce Center 1              | 458                                   | 99    | 2024                          | Chongqing |
| Shandong IFC                                 | 428                                   | 88    | 2023                          | Jinan     |
| Ningbo Center                                | 409                                   | 80    | 2024                          | Ningbo    |
| China Resources Centre Block A               | 402                                   | 85    | 2020                          | Nanning   |
| Riverview Plaza                              | 376                                   | 73    | 2020                          | Wuhan     |
| Skyfame Center Landmark Tower                | 346                                   | 72    | 2024                          | Nanning   |
| Jinan Center Financial City                  | 339                                   | 69    | 2020                          | Jinan     |

## Grattacieli Proposto / visionario
| Nome                   | Altezza in metri (compresa la guglia) | Piani | Termine dei lavori (prevista) | Città                |
| ---------------------- | ------------------------------------- | ----- | ----------------------------- | -------------------- |
| Xtopia                 | 1664                                  | 320   | 2035                          | Shanghai             |
| Bionic Grenland Center | 1229                                  | 300   | -                             | Hong Kong o Shanghai |